# انتخابات پارلمان اروپا در کرواسی (۲۰۱۹)
انتخابات پارلمان اروپا در کرواسی (۲۰۱۹) (به زبان انگلیسی:European Parliament election, 2019 (Croatia)) برای اعزام سومین هیئت نمایندگان کرواسی به پارلمان اروپا،انتخابات در ماه مه ۲۰۱۹ برگزار خواهد شد. در انتخابات سال ۲۰۱۴، به کرواسی ۱۱ کرسی اختصاص داده شد و پس از خروج بریتانیا از اتحادیه اروپا یک پست نمایندگان برای کرواسی خالی شده‌است. همه کرسی‌ها آماده انتخابات هستند. این کشور یک واحد انتخاباتی را تشکیل می‌دهد، اعضای آن با نمایندگی تناسبی با استفاده از لیست‌های باز انتخاب می‌شوند.